# タヴィアーニ兄弟
タヴィアーニ兄弟 （Fratelli Taviani、Paolo e Vittorio Taviani） は、兄ヴィットリオ （Vittorio Taviani、1929年9月20日 - 2018年4月15日） 、弟パオロ （Paolo Taviani、1931年11月8日 - 2024年2月29日） からなるイタリアの映画監督、脚本家である。
常に共同で仕事をし、演出はシーンを交互に行う。二人の下の弟であるフランコ・ブロジ・タヴィアーニも映画監督である。また、パオロの妻リナ・ネルリ・タヴィアーニは二人の作品の多くで衣裳デザインを手がけている。

## 来歴
イタリア・トスカーナ州ピサ県サン・ミニアートで、1929年9月20日に兄ヴィットリオが、1931年11月8日に弟パオロが生まれる。二人はジャーナリストとして活動した後、1954年に短編『San Miniato, luglio '44』を共同製作し、映画監督としてデビュー。
1960年に初の長編となるドキュメンタリー『イタリアは貧しい国ではない』をヨリス・イヴェンスと共同で製作。その後、2本の長編『火刑台の男』（1962年）と『ああ結婚』（1963年）をヴァレンティノ・オルジーニとともに製作し、前者はヴェネツィア国際映画祭でパジネッティ賞など3つの賞を受賞する。初めて二人だけで監督した1967年の『危険分子たち』は同年のヴェネツィア国際映画祭のコンペティション部門に出品された。1969年の『蠍座の星の下で』ではジャン・マリア・ヴォロンテを主演に起用した。
1970年代に入り、レフ・トルストイの小説を映画化したテレビ映画が『サン・ミケーレのおんどりさん』（1972年）が第22回ベルリン国際映画祭のフォーラム部門、マルチェロ・マストロヤンニが主演を務めた『アロンサンファン/気高い兄弟』（1974年）が第27回カンヌ国際映画祭の監督週間で上映されるなど、イタリア国外でも注目されるようになる。そして、1977年に言語学者ガヴィーノ・レッダの自伝的小説を映画化した『父 パードレ・パドローネ』が第30回カンヌ国際映画祭のコンペティション部門に出品され、パルム・ドールを受賞。1982年の『サン★ロレンツォの夜』も第35回カンヌ国際映画祭で審査員特別グランプリを受賞した。

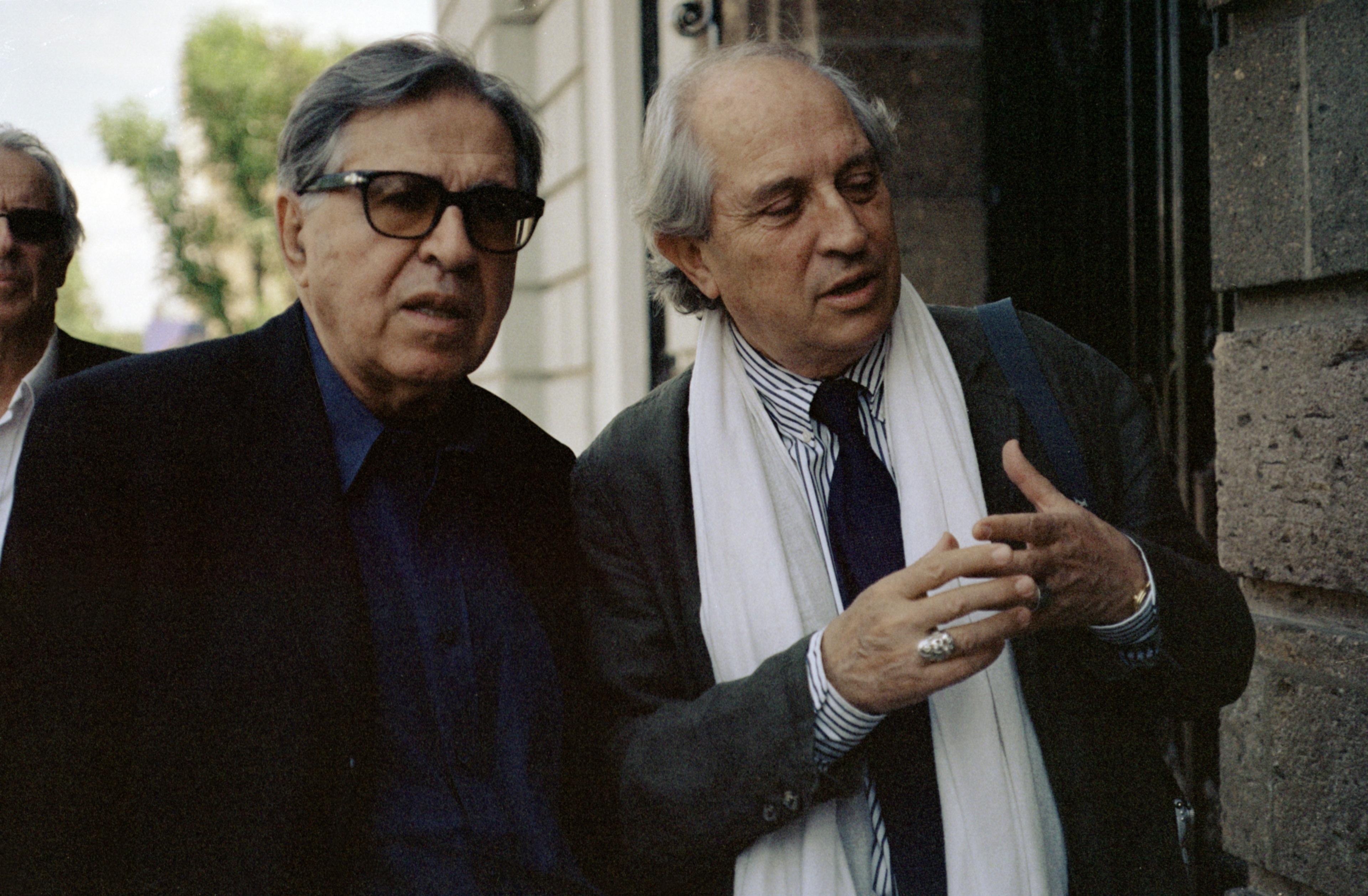
パオロ（左）とヴィットリオ・ストラーロ（右).

その後も、5つのエピソードからなるオムニバス大作『カオス・シチリア物語』（1984年）やD・W・グリフィスの『イントレランス』の撮影現場を舞台にした『グッドモーニング・バビロン!』（1987年）、トルストイの『神父セルギイ』を原作にした『太陽は夜も輝く』（1990年）、11年ぶりにカンヌ国際映画祭のコンペティション部門に出品された『フィオリーレ/花月の伝説』（1993年）などを製作する。
2000年代に入ると、主にテレビ映画とミニ・シリーズを製作し、2001年にトルストイの同名小説を映画化した『復活』はモスクワ国際映画祭で金賞を受賞。2004年には全2部作のテレビ・シリーズ『サンフェリーチェ/運命の愛』を製作した。2007年には『ひばり農園』で9年ぶりの劇場用映画を製作した。
2012年、刑務所内の演劇でウィリアム・シェイクスピアの『ジュリアス・シーザー』を演じることになった囚人たちの姿を描いた『塀の中のジュリアス・シーザー』を発表。第62回ベルリン国際映画祭で金熊賞を受賞した。
2018年4月15日、兄のヴィットリオ・タヴィアーニが死去。88歳没。
2024年2月29日、兄の死後も仕事を続けていた弟のパオロ・タヴィアーニがローマの病院で死去。92歳没。闘病を短い期間していたという。

## 監督作品
- San Miniato, luglio '44 （1954年） 短編
- イタリアは貧しい国ではない L'Italia non è un paese povero （1960年） ドキュメンタリー
- 火刑台の男 Un uomo da bruciare （1962年）
- ああ離婚 I fuorilegge del matrimonio （1963年）
- 危険分子たち I sovversivi （1967年）
- 蠍座の星の下で Sotto il segno dello scorpione （1969年）
- サン・ミケーレのおんどりさん San Michele aveva un gallo （1972年） テレビ映画
- アロンサンファン/気高い兄弟 Allonsanfàn （1974年）
- 父/パードレ・パドローネ Padre padrone （1977年）
- 草原 Il prato （1979年）
- サン★ロレンツォの夜 La notte di San Lorenzo （1982年）
- カオス・シチリア物語 Kaos （1984年）
- グッドモーニング・バビロン! Good morning Babilonia （1987年）
- 太陽は夜も輝く Il sole anche di notte （1990年）
- フィオリーレ/花月の伝説 Fiorile （1993年）
- ある貴婦人の恋 Le affinità elettive （1996年）
- 笑う男 Tu ridi （1998年）
- 復活 Resurrezione （2001年） テレビ映画
- La primavera del 2002 - L'Italia protesta, l'Italia si ferma （2002年） ドキュメンタリー
- サンフェリーチェ/運命の愛 Luisa Sanfelice （2004年） テレビ・シリーズ
- ひばり農園 La masseria delle allodole （2007年）
- 塀の中のジュリアス・シーザー Cesare deve morire （2012年）
- Meraviglioso Boccaccio （2015年）
- Una questione privata （2017年）

### パオロ・タヴィアーニ作品
- 遺灰は語る（2022年）[4]